# Jacques Cousinot
Jacques Cousinot, dit aussi Jacobi Cusinoti, né vers 1585 à Paris et mort le 25 juin 1646 dans cette même ville, fut Premier médecin du Roi au commencement du règne de Louis XIV.

## Biographie

### Famille et études
Son père, qui s'appelait également Jacques Cousinot, était doyen de la Faculté de médecine de Paris. Reçu bachelier en 1616, il obtient sa licence et son bonnet de docteur en 1618. Il reçoit la même année une charge de médecin de quartier de Louis XIII. En 1623, il est nommé par lettres patentes à la chaire de chirurgie au Collège royal, succédant à René Chartier, démissionnaire.

### Premier médecin du Roi

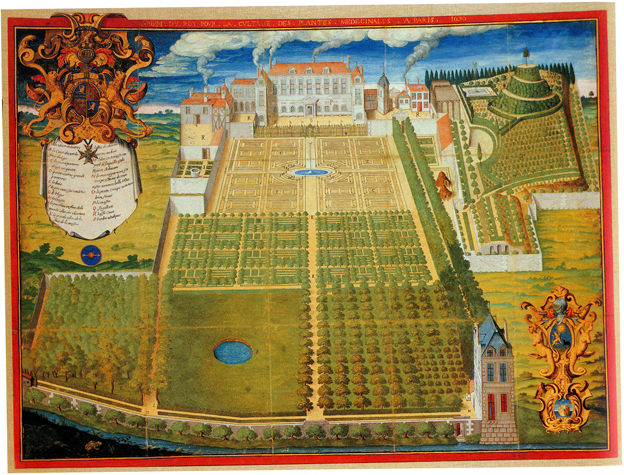
Le Jardin du roi et des plantes médicinale en 1636

Charles Bouvard, premier médecin du roi, également professeur au Collège royal, lui donne sa fille en mariage et le fait nommer en 1638 premier médecin du dauphin, puis en 1643 premier médecin de Louis XIV. Cousinot succède aussi cette année-là à Charles Bouvard comme surintendant du Jardin du roi.
Ses contemporains ont raconté que Jean Grangier, professeur d'éloquence latine au Collège royal, aurait consulté Cousinot sur les qualités futures du dauphin, sur lesquelles le médecin devait se prononcer d'après l'« expressive configuration » de ses traits, et que Cousinot aurait « daigné lui répondre selon ses lumières ». Ils ont rapporté aussi que Cousinot, souffrant en 1643 d'un violent rhumatisme, fut saigné 64 fois en huit mois, par ordonnance de son père et de son beau-père, et qu'il fut par suite de ce traitement « purgé, soulagé & guéri ».
Auteur de plusieurs opuscules médicaux en latin, Jacques Cousinot a également publié en 1631 un Discours au roi touchant la nature, vertus, effects et usage de l'eau minérale de Forges.